# Посейни
Посейни (пол. Posejny) — село в Польщі, у гміні Сейни Сейненського повіту Підляського воєводства.
Населення — 86 осіб (2011).
У 1975-1998 роках село належало до Сувальського воєводства.

## Демографія
Демографічна структура станом на 31 березня 2011 року:
|          | Загалом | Допрацездатний вік | Працездатний вік | Постпрацездатний вік |
| -------- | ------- | ------------------ | ---------------- | -------------------- |
| Чоловіки | 47      | 9                  | 32               | 6                    |
| Жінки    | 39      | 7                  | 21               | 11                   |
| Разом    | 86      | 16                 | 53               | 17                   |